# Peter Hörnig
Peter Hörnig (* 6. August 1976 in Meiningen) ist ein deutscher Kanute.
Der Kanurennsportler des KC Potsdam gewann 1999 bei den Militärweltmeisterschaften im Einer-Canadier über 500 und 1000 m und bei den Studentenweltmeisterschaften 2002 über 1000 m.
Im Jahre 2004 konnte er sich als Sieger der nationalen Qualifikation im Canadier nicht für die Olympischen Spiele in Athen qualifizieren, weil er bei der internationalen Ausscheidung über 500 und 1000 m gegen Andreas Dittmer unterlag. 
Bei den Weltmeisterschaften 2005 gelang ihm aber der Sprung ins Nationalteam. Hier belegte er im Einer-Canadier über 200 m den 8. Platz. 
Anschließend beendete er seine internationale Karriere, wurde 2006 aber noch einmal Deutscher Meister im Vierer-Canadier.
| Personendaten    | Personendaten    |
| ---------------- | ---------------- |
| NAME             | Hörnig, Peter    |
| ALTERNATIVNAMEN  | Choyna, Peter    |
| KURZBESCHREIBUNG | deutscher Kanute |
| GEBURTSDATUM     | 6. August 1976   |
| GEBURTSORT       | Meiningen        |